# Sherry Wolf
Sherry Wolf, född 4 maj 1965 i Brooklyn i New York, är en amerikansk författare, samhällsdebattör, socialist, feminist och HBTQ-aktivist.

## Biografi
Wolf växte upp på Long Island i New York, Hon tog examen vid Lawrence High School, varefter hon läste filosofi vid Northwestern University. På universitetet kom hon ut som lesbisk och blev aktiv socialist. 
Hon är biträdande redaktör för International Socialist Review och fackföreningskoordinator för American Association of University Professors vid Rutgers University.

### Samhällsdebattör
Wolf har skrivit boken Sexuality and Socialism: History, Politics, and Theory of LGBT Liberation, där hon analyserar HBTQ-rättigheter inom historia, politik och teori från ett marxistiskt och postmodernistiskt perspektiv.. Boken har recenserats med både positiva och kritiska synpunkter, och i både amerikansk 
och svensk press. Boken har citerats ett flertal gånger i vetenskaplig litteratur.
Wolf har författat debattartiklar för bland annat The Nation, The Advocate, Counterpunch, Monthly Review, Dissident Voice, Socialist Worker, International Socialist Review och New Politics. Olika ämnesområden som hon har skrivit om är HBTQ-frågor, imperialism, sport, Israel–Palestina-konflikten, feminism och amerikansk partipolitik.

### Aktivism
Wolf var medlem av den exekutiva kommittén som organiserade den Nationella Rättighetsmarchen (National Equality March), en stor manifestation som år 2009 samlade 200 000 demonstranter till Washington DC för att kräva lika rättigheter för HBTQ-personer. Hon var också en av talarna. Detta var 2000-talets första stora HBTQ-demonstration i USA, med syfte att sätta press på president Barack Obama att uppfylla sina vallöften angående HBTQ-frågor.
Wolf, som är judisk, är medlem av International Jewish Anti-Zionist Network. Hon menar att kritik av staten Israel inte är liktydigt med antisemitism. Hon stöder aktivt palestiniernas kamp och den internationella Bojkott, desinvesteringar och sanktioner-kampanjen mot israeliska produkter och investeringar.

## Verk

### Böcker
- Wolf, Sherry (2009) (på engelska). "Sexuality and Socialism: History, Politics, and Theory of LGBT Liberation" [Elektronisk resurs]. Libris 12122769. http://www.haymarketbooks.org/pb/Sexuality-and-Socialism

### Artiklar (urval)
- When Will the US Catch Up with Africa?, Counterpunch, 17 november 2006.
- Israel, the “lobby,” and the United States: The watchdog, not the master, International Socialist Review, mars–april 2007.
- Ron Paul, Libertarianism, and the Freedom to Starve to Death, MRZine, 11 december 2007.

### Mediaintervjuer
- "Real Socialism 101" - An interview with Sherry Wolf, International Socialist Organization Boston, 19 oktober 2009.
- Mosque debate heats up, Hardball with Chris Matthews, 23 augusti 2010.
- Sherry Wolf: The Ruckus Over Israeli Apartheid Week, the Gay Center, and a Porn Star, The Village Voice, 24 februari 2011.